# Frederick Lonsdale
Frederick Lonsdale (* 5. Februar 1881 in Saint Helier auf Jersey; † 4. April 1954 in London; eigentlich Lionel Frederick Leonard) war ein britischer Librettist und Dramatiker.

## Leben
Frederick Lonsdale wurde 1881 als Lionel Frederick Leonard in einem kleinen Cottage in Saint Helier, der Hauptstadt der Kanalinsel Jersey, geboren. Sein Vater war Tabakhändler, seine Mutter Hausfrau. Lonsdale war zunächst Angestellter bei der London and South Western Railway, ehe er mit Hilfe seiner Frau Leslie Brooke Hoggan seine schriftstellerische Karriere beginnen konnte. Als Revuetänzerin hatte Hoggan ihren Arbeitgeber auf ein Werk ihres Mannes aufmerksam gemacht. Dieser gab es dem Theaterproduzenten Frank Curzon, der schließlich Lonsdales Libretto King of Cadonia 1908 als Musical in London auf die Bühne brachte. Inspiriert war das Libretto von Anthony Hopes Roman Der Gefangene von Zenda (1894), die Musik schrieb Sidney Jones. 1910 wurde das Musical auch am New Yorker Broadway aufgeführt. Lonsdale lieferte daraufhin weitere Vorlagen für Musicals, von denen The Maid of the Mountains (1917) mit Abstand am erfolgreichsten war. Zudem adaptierte er Operetten wie Jean Gilberts Die Frau im Hermelin und Katja, die Tänzerin oder Leo Falls Madame Pompadour für das britische Publikum.
Ab 1923 verfasste er auch Theaterstücke, vorzugsweise ironische Gesellschaftskomödien über gute Manieren und über die seinerzeit modernen Vorstellungen von der Ehe. Die Komödie The Last of Mrs. Cheyney (1925) über ein Dienstmädchen, das seine kriminelle Karriere innerhalb einer Bande diebischer Hausangestellter aufgibt, um einen Aristokraten zu heiraten, lief fast ein Jahr am Broadway und wurde mehrfach verfilmt, unter anderem 1929 mit Norma Shearer, 1937 mit Joan Crawford und 1951 mit Greer Garson.
Lonsdale, der 1954 in London an einem Herzinfarkt starb, war unter anderem Vater von Frances Donaldson, die mit Freddy Lonsdale 1957 eine Biografie über ihn veröffentlichte, und Angela Fox, die aus einer außerehelichen Beziehung hervorging und später die Mutter der Schauspieler Edward und James Fox werden sollte.

## Werke (Auswahl)
Libretti
- King of Cadonia, 1908
- The Balkan Princess, 1910
- Betty, 1915
- The Maid of the Mountains, 1917
- Monsieur Beaucaire, 1919
- The Street Singer, 1924
- Lady Mary, 1928

Dramen
- Aren’t We All?, 1923 (dt.: Sind wir das nicht alle?)
- Spring Cleaning, 1923
- The Fake, 1924
- The Last of Mrs. Cheyney, 1925 (dt.: Mrs. Cheneys Ende)
- On Approval, 1926 (dt.: Heirat auf Bewährung)
- The High Road, 1927
- Canaries Sometimes Sing, 1929
- Once Is Enough, 1938 (dt.: Einmal ist genug)
- Another Love Story, 1943
- The Way Things Go, 1950

## Filmografie (Auswahl)
Literarische Vorlage
- 1925: A Kiss in the Dark – Regie: Frank Tuttle (mit Adolphe Menjou, nach Aren’t We All)
- 1929: The Last of Mrs. Cheyney – Regie: Sidney Franklin (mit Norma Shearer, Basil Rathbone)
- 1930: The Lady of Scandal – Regie: Sidney Franklin (mit Ruth Chatterton, Basil Rathbone nach The High Road)
- 1932: Wer andern keine Liebe gönnt (The Passionate Plumber) – Regie: Edward Sedgwick (mit Buster Keaton, Jimmy Durante nach Her Cardboard Lover)
- 1934: Das Privatleben des Don Juan (The Private Life of Don Juan) (auch Drehbuchbeteiligung) – Regie: Alexander Korda (mit Douglas Fairbanks, Merle Oberon)
- 1937: The Last of Mrs. Cheyney – Regie: Richard Boleslawski u. a. (mit Joan Crawford, William Powell)
- 1944: Ehemann zur Ansicht (On Approval) – Regie: Clive Brook (mit Clive Brook, Beatrice Lillie nach On Approval)
- 1951: Der Gauner und die Lady (The Law and the Lady) – Regie: Edwin H. Knopf (mit Greer Garson, Michael Wilding nach The Last of Mrs. Cheyney)
- 1957: Mrs. Cheneys Ende (TV-Film) – Regie: Peter Beauvais (mit Helmuth Lohner, Jane Tilden nach The Last of Mrs. Cheyney)
- 1961: Frau Cheneys Ende – Regie: Franz Josef Wild (mit Lilli Palmer, Carlos Thompson nach The Last of Mrs. Cheyney)

Drehbuch
- 1930: The Devil to Pay!
- 1934: Das Privatleben des Don Juan (The Private Life of Don Juan)
- 1943: Auf ewig und drei Tage (Forever and a Day)